# Praha Masarykovo nádraží
Praha Masarykovo nádraží (hovorově Masaryčka) je železniční stanice v Praze na Novém Městě, sloužící k osobní dopravě, zejména regionální z východního a severního směru. Jeho budovy mají adresy Hybernská 1014/13 a Havlíčkova 1028/5. Po zboření těšnovského nádraží je posledním z pražských neprůjezdných terminálových hlavových nádraží.
Historicky je to první nádraží parostrojní železnice v Praze. Umístění nádraží a kolejiště navrhl roku 1842 Jan Perner, budovy architekt Anton Jüngling; postavily je firmy Vojtěch Lanna a bratři Kleinové v letech 1844–1845 jako součást trati Praha–Olomouc. Téměř celé nádraží leží na severovýchodě Nového Města; zhruba pod přemostěním Severojižní magistrálou probíhá hranice městských částí Praha 1 (kde leží celá odbavovací část nádraží) a Praha 8 (zhlaví a část technického zázemí).
Na konci druhé světové války 8. května 1945 během Pražského povstání popravily ustupující německé jednotky SS na Masarykově nádraží a v jeho okolí 50 zajatců z řad hrdinů Pražského povstání.

## Vznik a železniční napojení

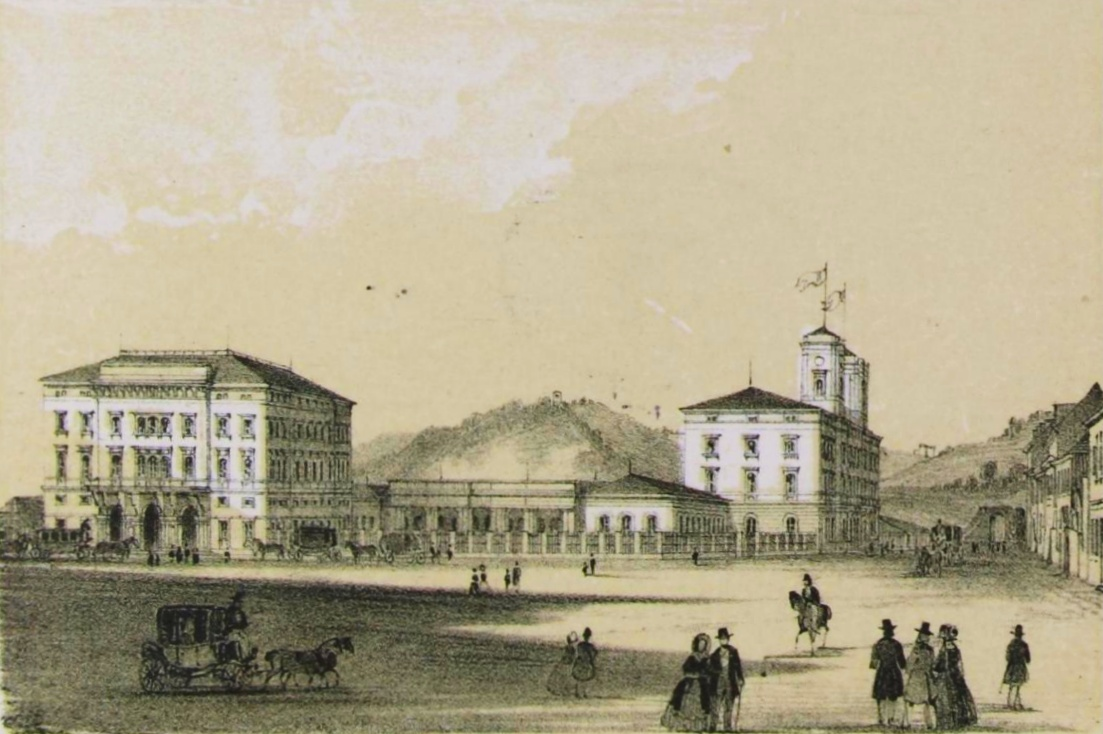
Pražské nádraží v roce 1845

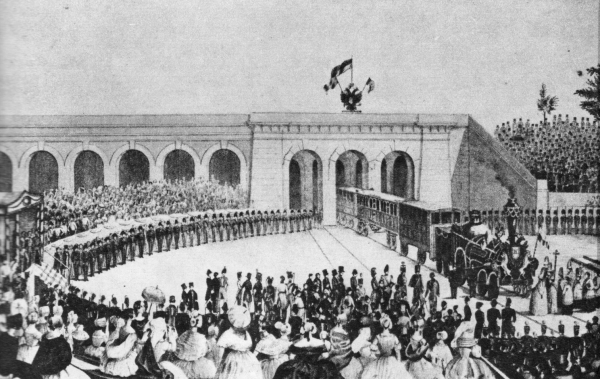
Příjezd prvního vlaku do Prahy v roce 1845

Prvním nádražím na dnešním území Prahy bylo v roce 1830 nádraží Bruska Lánské koněspřežky, dnes nádraží Praha-Dejvice.
Nádraží státní dráhy (dnes Masarykovo) bylo postaveno na periferii města, poblíž hradeb, které musely být za účelem jeho napojení proraženy a tunely byly opatřeny branami, které se na noc zavíraly. Samotné nádraží bylo postaveno u ulic Hybernské a Jezdecké (dnes Havlíčkova) a je dnes nejstarší nádražní stavbou v Praze a nejstarším provozovaným koncovým nádražím v Evropě. Pozemek pro nádraží měl rozlohu 13 ha a místy bylo nutné navézt až 15 m navážky. Stavba trvala 9 měsíců, pracovalo zde na 4 tisíce dělníků.

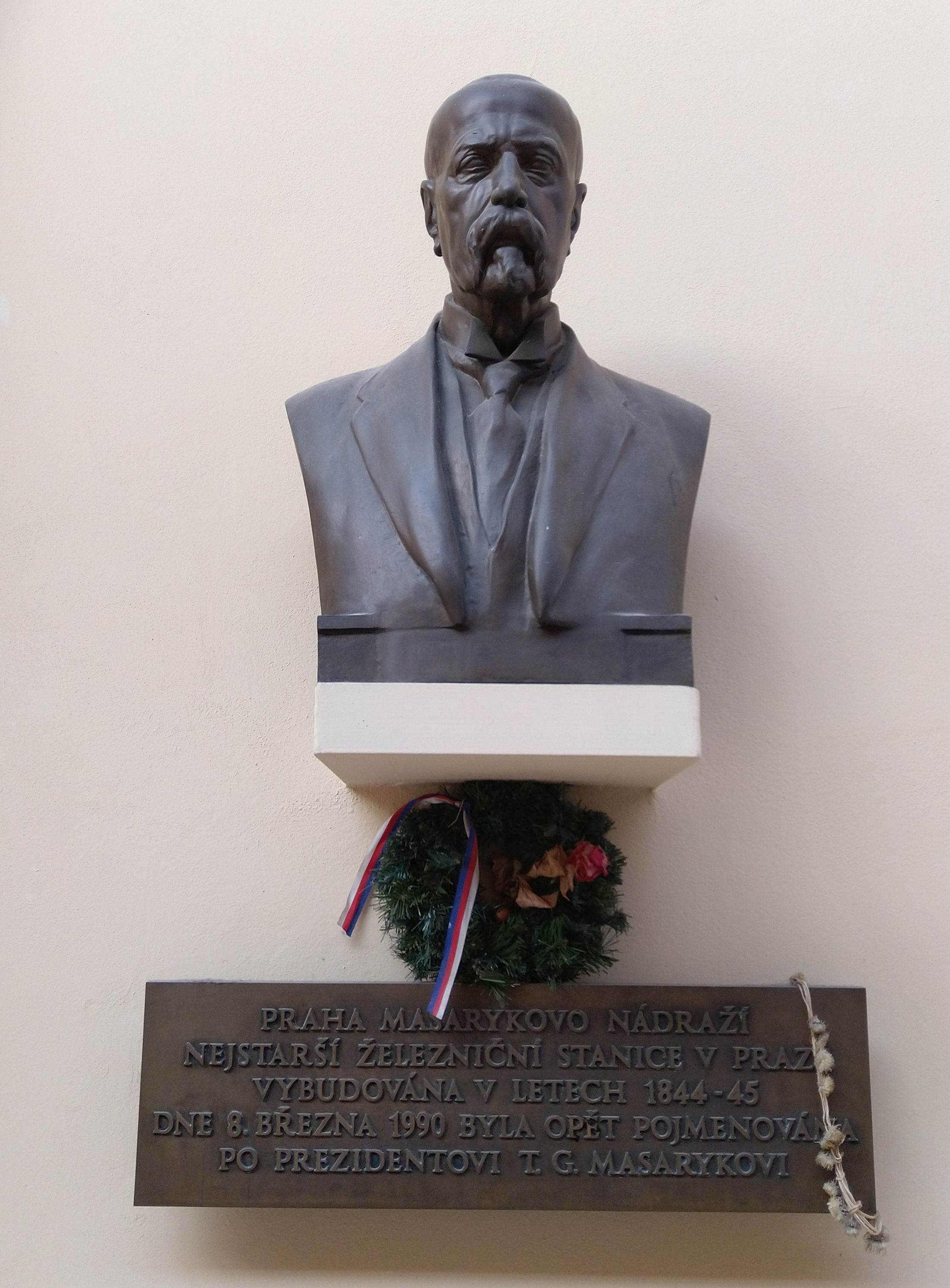
Busta TGM na Masarykově nádraží v Praze (říjen 2018)

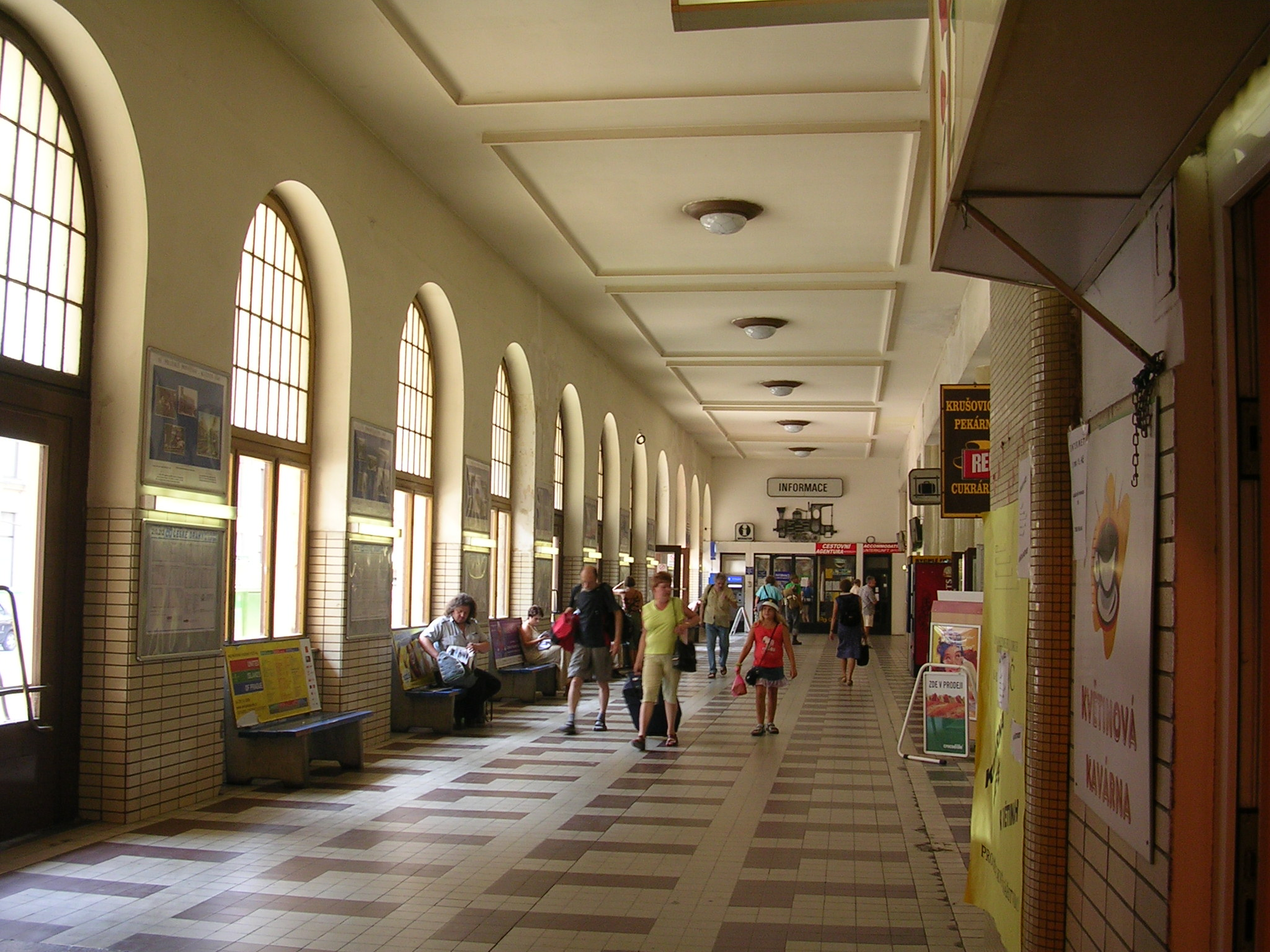
Spojovací chodba mezi jižní a západní budovou

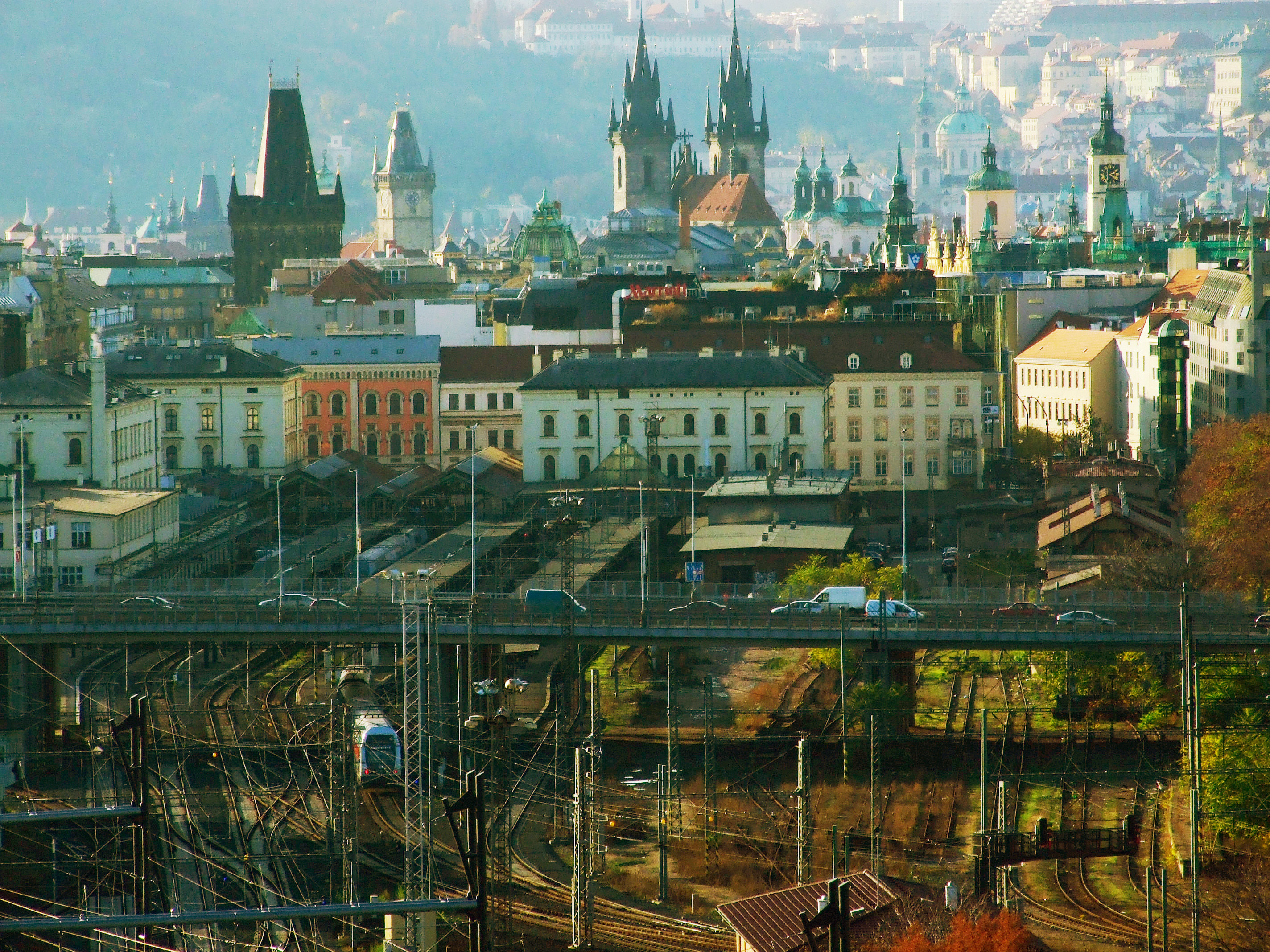
Pohled na kolejiště Masarykova nádraží s Prahou v pozadí z kopce Vítkova

Od roku 1845 bylo pražské státní nádraží koncovou stanicí železnice c. k. Severní státní dráhy, která v Olomouci odbočovala ze Severní dráhy císaře Ferdinanda; podle oficiálního staničení počítaného od Vídně leželo pražské nádraží na kilometru 409,8. První neoficiální vlak přijel 4. srpna 1845, slavnostně byl provoz zahájen 20. srpna 1845, pravidelný veřejný provoz začal 1. září 1845. Trať měla v době zahájení provozu další stanici až v Běchovicích; v úseku do Běchovic byla dvojkolejná, dále jen jednokolejná. Ze stanice vedla i vlečka k Celnici, která byla zrušena za druhé světové války.
Okamžitě pokračovaly práce na prodloužení státní dráhy k severu. 1. června 1850 byl otevřen úsek, který z nádraží vycházel úvratí přes Vltavu po Negrelliho viaduktu do Buben a dál do Lovosic, 6. dubna 1851 dokončeno spojení přes Podmokly (dnešní Děčín) do saských Drážďan. Roku 1871 uzavřel kolejový trojúhelník karlínský spojovací viadukt, umožňující přímý průjezd nákladních vlaků Prahou bez úvraťového zajíždění na Státní nádraží.
Na východním konci nádraží, kde byla samostatná stanice Hrabovka, se na olomouckou trať roku 1872 napojila tzv. Hrabovská spojka, část Pražské spojovací dráhy, od nádraží Františka Josefa I. (dnešní hlavní nádraží). Přejíždění mezi těmito nádražími bylo možné pouze úvraťově; přímému spojení bránil výškový a směrový rozdíl. Hrabovská spojka byla zrušena v prosinci 2005 v první fázi výstavby Nového spojení, které ji nahradilo.
Od poloviny 20. století se opakovaně uvažovalo o zrušení Masarykova nádraží. Překážku, kterou kolejiště představovalo pro povrchovou dopravu, vyřešilo přemostění Masarykova nádraží severojižní magistrálou v 70. letech.
Výstavba Nového spojení provoz Masarykova nádraží nejenže neomezila, ale přinesla i jeho nové přímé propojení na nádraží Praha-Vysočany a Praha-Holešovice, do té doby možné jen úvratí přes Libeň; zánikem Hrabovské spojky ovšem odpadla možnost manipulačních jízd nejkratší cestou na Hlavní nádraží.

### Pojmenování
1. 1845–1862 Praha (Prag)
2. 1862–1919 Praha státní nádraží (Prag Staatsbahnhof)
3. 1919–1940 Praha Masarykovo nádraží (Prag Masarykbahnhof)
4. 1940–1945 Praha Hybernské nádraží (Prag Hibernerbahnhof)
5. 1945–1952 Praha Masarykovo nádraží
6. 1. ledna 1953–1990 Praha střed
7. od března 1990 Praha Masarykovo nádraží

Nádraží bylo nedlouho po vzniku Československa pojmenováno podle jeho prvního prezidenta T. G. Masaryka.

## Umístění ve městě

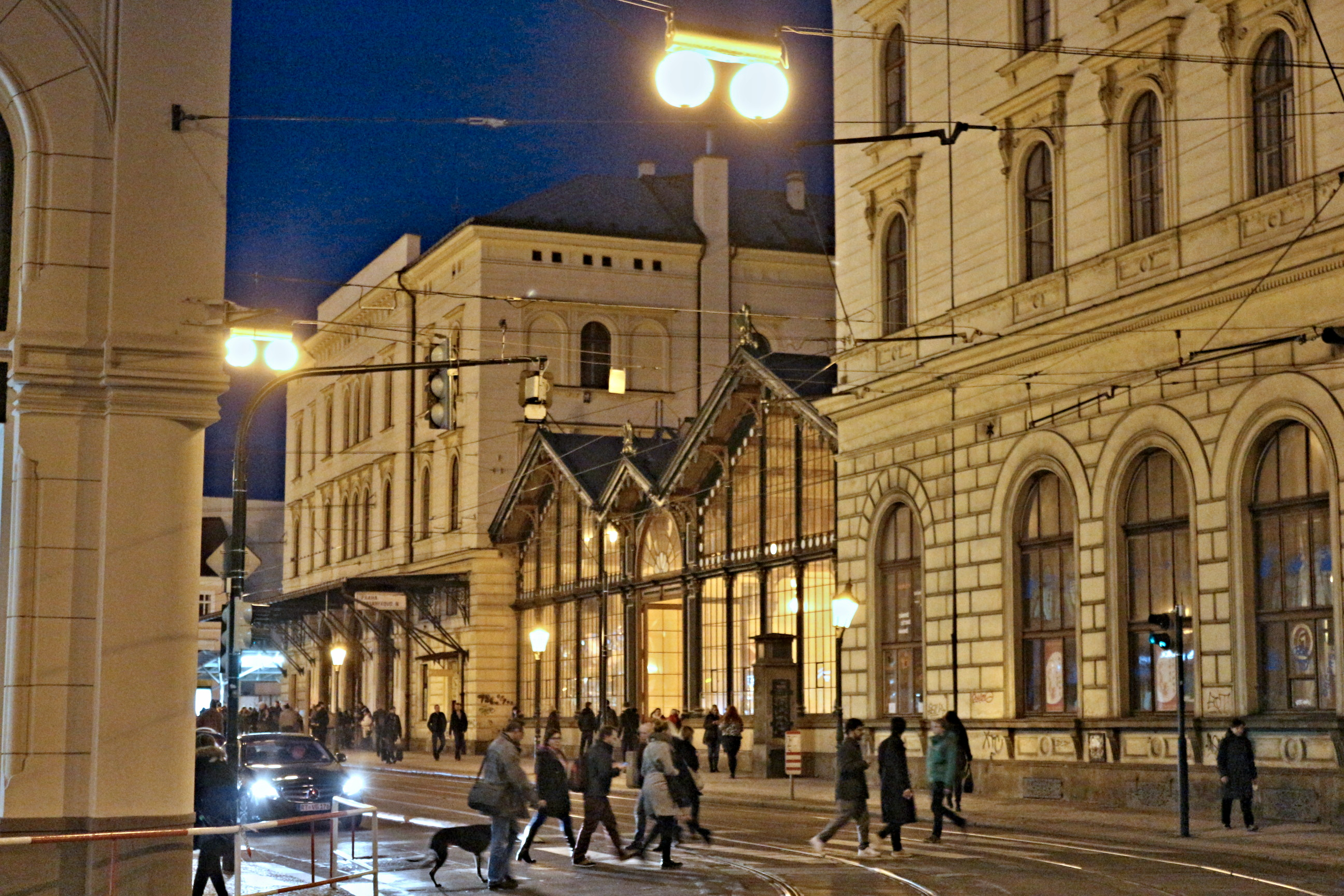
Průčelí do Havlíčkovy ulice: vlevo původní příjezdová budova, vpravo bývalá restaurace

Původně měl funkci hlavního průčelí vchod do odjezdové budovy z Hybernské ulice; po zprovoznění tratě B metra a zrušení tramvajové trati v Hybernské ulici v roce 1985 má spíše význam postranního vchodu a není z něj přímý přístup k nástupištím. Nádražní hala za koncem kolejiště bezprostředně sousedí s Havlíčkovou ulicí, v níž jsou proti příjezdové budově zastávky tramvají a nočních autobusů Masarykovo nádraží. Na křižovatce Havlíčkovy a V Celnici u severozápadního rohu nádraží jsou vstupy do východního vestibulu stanice metra Náměstí Republiky (trasa B), samotné náměstí leží u opačného vestibulu stanice cca 250 m západně.
V dosahu pěší chůze je také hlavní nádraží cca 500 metrů jihovýchodně a ústřední autobusové nádraží Florenc, ležící severovýchodně od nádraží kolem Negrelliho viaduktu. Nedostatečné propojení nádraží MHD po zrušení tramvajových tratí v Hybernské a Opletalově ulici a nutnost delší chůze Vrchlického sady před hlavním nádražím bývá kritizována.

## Budovy

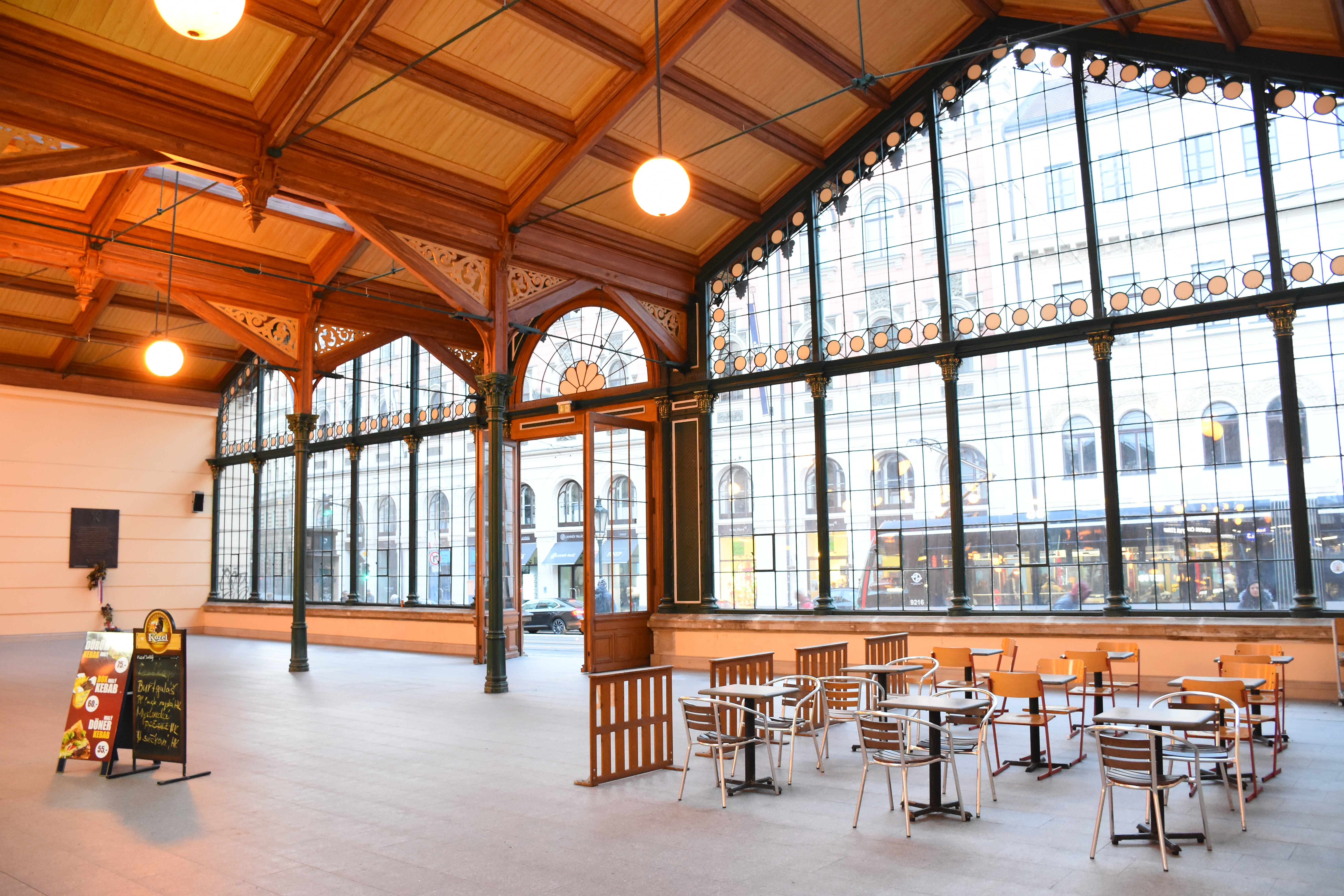
Pohled do vstupní haly s kavárnou

Původně bylo nádraží vybaveno dvěma samostatnými budovami, dvoupatrovou odjezdovou budovou u Hybernské ulice s dvěma čtvercovými věžemi („jižní“; reliktem původního určení budovy bylo až do roku 2019 umístění pokladen) a dvoupatrovou příjezdovou budovou u křižovatky ulic Na Florenci a Havlíčkovy. Dřevěné prosklené zastřešení mezilehlé haly a nástupišť nesené litinovými sloupy pochází z roku 1862. V roce 1869 byla přistavěna architektonicky obdobná budova restaurace na rohu Hybernské a Havlíčkovy („západní“). Budovy a zastřešení jsou postaveny ve stylu doznívajícího empíru či klasicismu a nastupující novorenesance.
Dalším rozšířením prošlo nádraží v letech 1893–1894 a výrazně bylo přestavěno v letech 1938–1945 podle plánů architekta A. Parkmanna. Další úpravy prodělalo při stavbě metra v 80. letech. V devadesátých letech proběhla celková oprava doprovázená snahou o návrat k co nejpůvodnějšímu vzhledu.
V roce 1922 přistavila firma Nekvasil na východní straně odjezdové budovy podél ulice Hybernské poštu, v roce 1938 byly podél ulice Na Florenci na severní straně nádraží vybudovány sklady, postupně vznikalo i mnoho dalších přístaveb. V 80. a 90. letech 20. století byly přístavby zrušeny a odbourány a budovy byly obnoveny a zrestaurovány.
V roce 2011 bylo obnoveno zastřešení dvorany. V ní, na obvodové stěně příjezdové budovy, je umístěna bronzová busta T. G. Masaryka, odhalená v roce 1990 za přítomnosti jeho vnuček Herberty a Anny Masarykových. V roce 2019 vznikly blíže u kolejiště, u 1. koleje ve spojovacím traktu mezi odjezdovou a restaurační budovou, nové pokladny.

### Restaurace

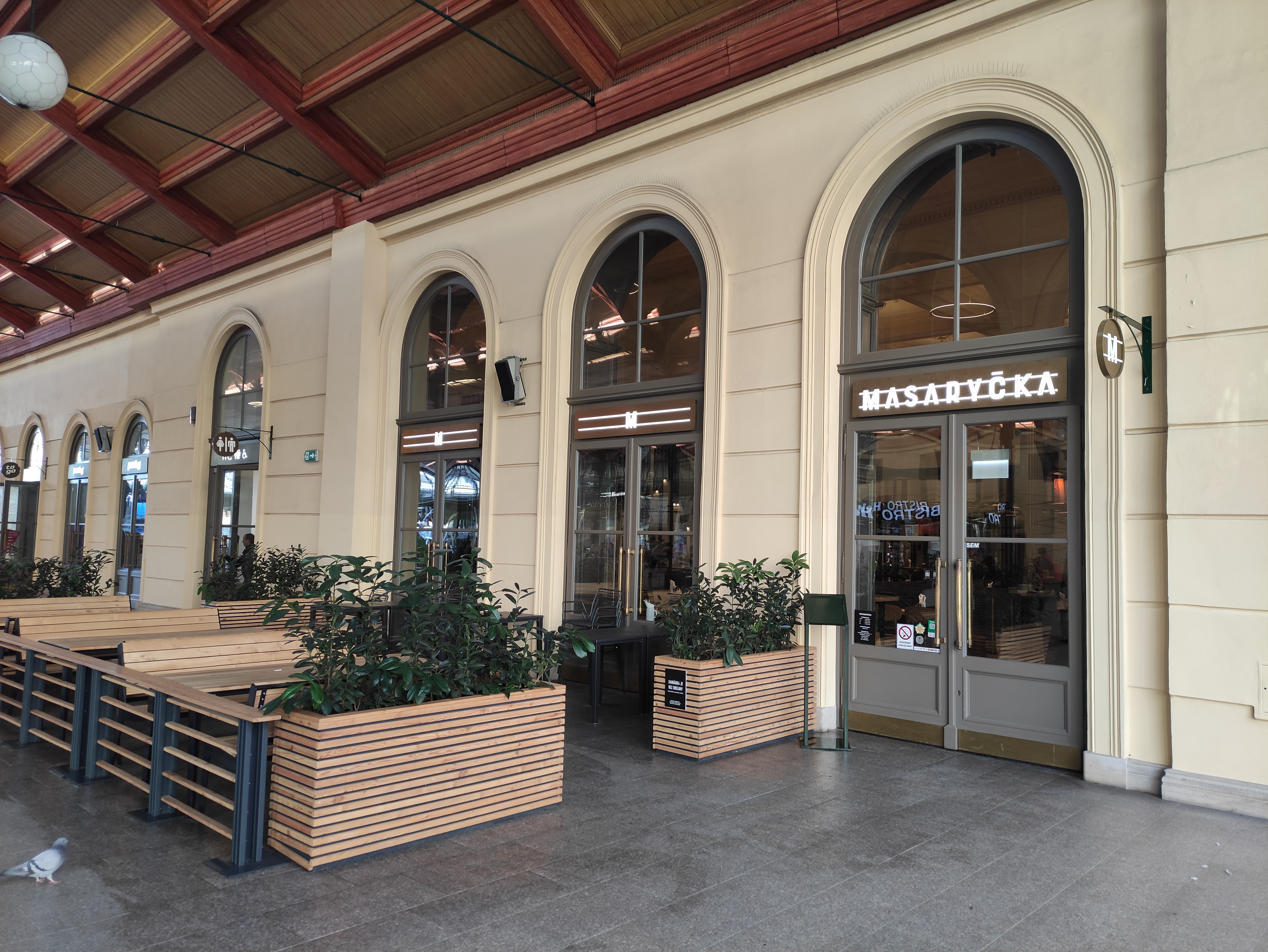
Pohled na vchod restaurace

Původní pohostinské zařízení sloužící cestujícím bylo otevřeno naproti nádraží 26. ledna 1846, v domě čo. 3 v dnešní Havlíčkově ulici pod názvem Heichenwalderova kavárna U nádraží (později hotel Royal). Kavárnu založila Josefa Heichenwalderová s manželem Šimonem Heichenwalderem, příběh vzniku zpracoval dokumentárně–beletristickou formou Jaromír Václav Šmejkal v prvním díle nedokončené pražské trilogie Kavárna u nádraží. Výzdoba bývalé kavárny orientálními malbami v 1. patře se zachovala.
V nádražní budově přistavěné v roce 1869 sídlila Císařská restaurace první třídy. Restaurace tu fungovala až do devadesátých let 20. století. Její kvalita postupně klesala až byla nahrazena kasinem.
Od roku 2016 se začalo pod dohledem památkářů pracovat na obnově restaurace; zachovaly se litinové sloupy a kazetové stropy. Architektem rekonstrukce za 70 milion korun bylo studio archicraft, které při rekonstrukci ve velké míře použilo dřevo – na podlahu, obložení stěn, stoly a lavice.
Rekonstrukce byla dokončena v roce 2021. Kapacita restaurace je 500 obědů denně se zaměřením na českou kuchyni propojenou se značkou piva Pilsner Urquell.

## Kolejiště

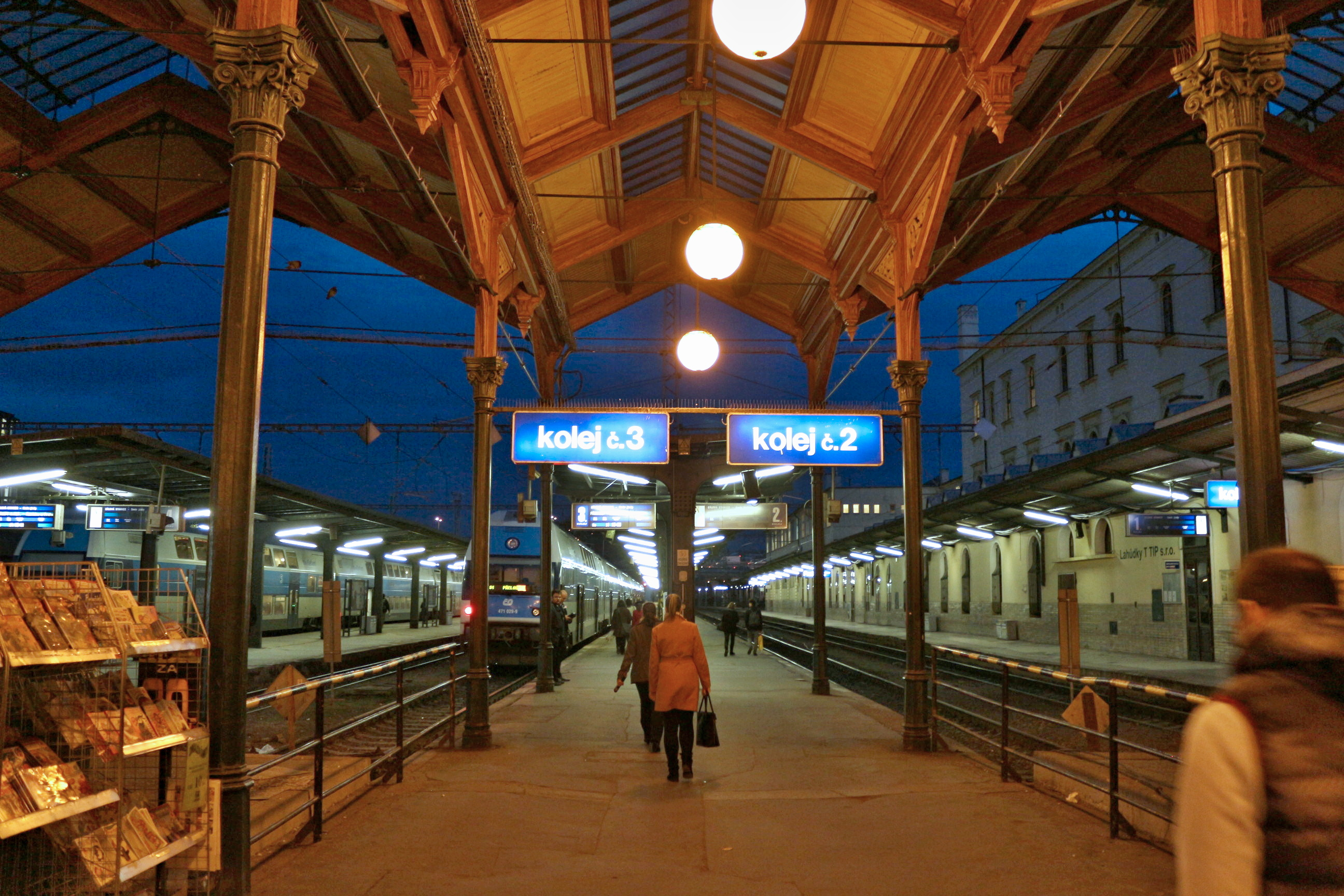
Nástupiště 2. a 3. koleje

Ve 40. letech 19. století byla Praha ještě opevněným městem a zhruba v místech dnešního přemostění Masarykova nádraží stály hradby. Kvůli nádraží do nich bylo proraženo šest uzamykatelných bran, každá pro jednu kolej. Pražská část nádraží měla původně tři koleje pro osobní a tři pro nákladní dopravu, později po pěti. Část za hradbami sloužila pro odstavování vozidel a manipulaci a její součástí byla výtopna s vodárnou, lokomotivní remíza, vozovny, strojní dílny a sklady. Hradby s branami zde byly zbořeny v roce 1874.[zdroj?]
Od přestavby kolejiště roku 1932 má nádraží čtyři nástupiště, z toho první (jižní) s jednou kolejí (na druhé straně sousedí s odjezdovou budovou) a zbývající tři oboustranná. Nástupiště jsou přístupná z navazující zastřešené haly mezi restaurační a příjezdovou budovou. Pro orientaci cestujících se nepoužívají čísla nástupišť, ale čísla kolejí 1–7 v pořadí od jihu. Zvláštností je, že stejná čísla se používají i pro služební potřebu; na běžných průjezdných nádražích se služebně označují lichými čísly koleje vlevo od hlavní staniční koleje (označené číslem 1) a sudými čísly koleje vpravo od hlavní staniční koleje a to vždy při pohledu od začátku tratě ke konci tratě.

## Úvahy o zrušení
Úvahy o zrušení nádraží souvisejí se skutečností, že střed pražského železničního uzlu je rozdělen do dvou významných nádraží, která nejsou dostatečně propojena železniční tratí ani městskou dopravou[zdroj?], což ztěžuje přestupy. Zrušení nádraží nebo jeho odsunutí na východ by navíc umožnilo prodloužit ulice Opletalovu a V Celnici a urbanisticky propojit Nové Město s Karlínem. Tyto úvahy zůstávají aktuální i ve 21. století, takže řada plánů revitalizace chátrajícího nádraží měla jak variantu se zachováním provozu, tak variantu změny funkce nádraží. Jako jeden z argumentů pro zrušení nádraží uvádějí někteří politici i to, že není průjezdné, což komplikuje manipulaci vlaků tažených lokomotivou.
Většina plánů ještě na jaře 2008 počítala s tím, že zde bude zakončena rychlodráha na letiště Ruzyně, respektive z Kladna; v dubnu 2008 o tom město, kraj a ministerstvo podepsali deklaraci o rozvoji.
V dubnu 2008 se radní pro územní rozvoj Prahy 1 Filip Dvořák (ODS) postavil proti tomu, aby rychlodráha z Kladna a od letiště Praha-Ruzyně končila na Masarykově nádraží, a navrhl, aby z Negrelliho viaduktu pokračovala tunelem na nová, podzemní nástupiště hlavního nádraží s případnou zastávkou u autobusového nádraží Florenc. Jako vzory fungujících patrových nádraží byly jmenovány Petrohrad, Berlin Hauptbahnhof a plánované přesunuté Brno hlavní nádraží. Náklady na tunelu odhadl na 2 miliardy Kč, které by měly být uhrazeny z výnosů za prodej pozemků rušeného nádraží. Návrh na spojení letiště s hlavním nádražím podpořil městský radní pro dopravu Radovan Šteiner. Praha 1 si dokonce nechala vypracovat studii tunelu navazujícího na hlavním nádraží opačným směrem na Smíchov se stanicí pod Karlovým náměstím, ten však Šteiner označil za nesmírně drahý.

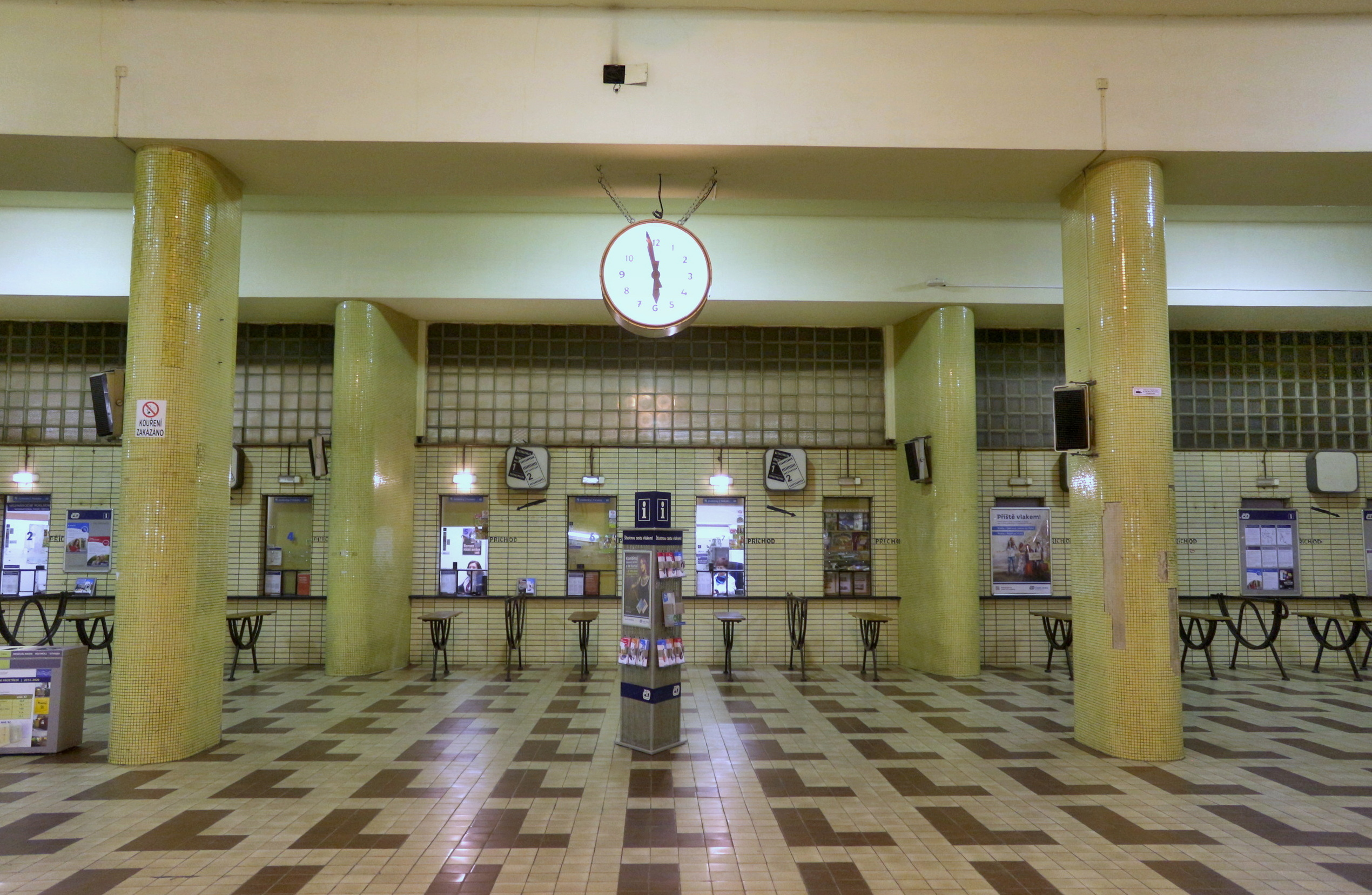
Bývalý prostor pokladen v jižní budově (u Hybernské ulice)

Rada hlavního města Prahy 5. srpna 2008 zařadila nádraží v návrhu změny územního plánu mezi oblasti, které bude možné použít jako stavební pozemky. Zastupitelstvo má návrh projednávat v polovině září 2008. Památkové budovy nádraží mají zůstat zachovány. Návrh novinářům prezentoval radní pro územní rozvoj Martin Langmajer (ODS); podle webového deníku Aktuálně.cz stál v počátcích snah o zrušení nádraží Jan Bürgermeister, jeho předchůdce v období 2002–2006 a předtím starosta Prahy 1. Zastavěno má být asi 20 hektarů, projekt měla zajišťovat ING Real Estate Development.
Proti zrušení nádraží se vyslovily radnice Kralup, Kolína a dalších měst, jejichž obyvatelé ve velké míře na Masarykovo nádraží dojíždějí. Primátor Pavel Bém tehdy řekl, že je proti rušení Masarykova nádraží a že to nepovažuje za realistické, ale nebrání debatám o jeho urbanizaci.
Úvahy o zrušení památkově chráněného nádraží a jeho následné částečné demolici byly kritizovány jak památkáři a historiky, tak i velkou částí veřejnosti. O zrušení nádraží se přestalo hovořit po zahájení jeho rekonstrukce firmou Penta v roce 2012 a vytvoření projektu na revitalizaci celého okolí.

## Budoucnost

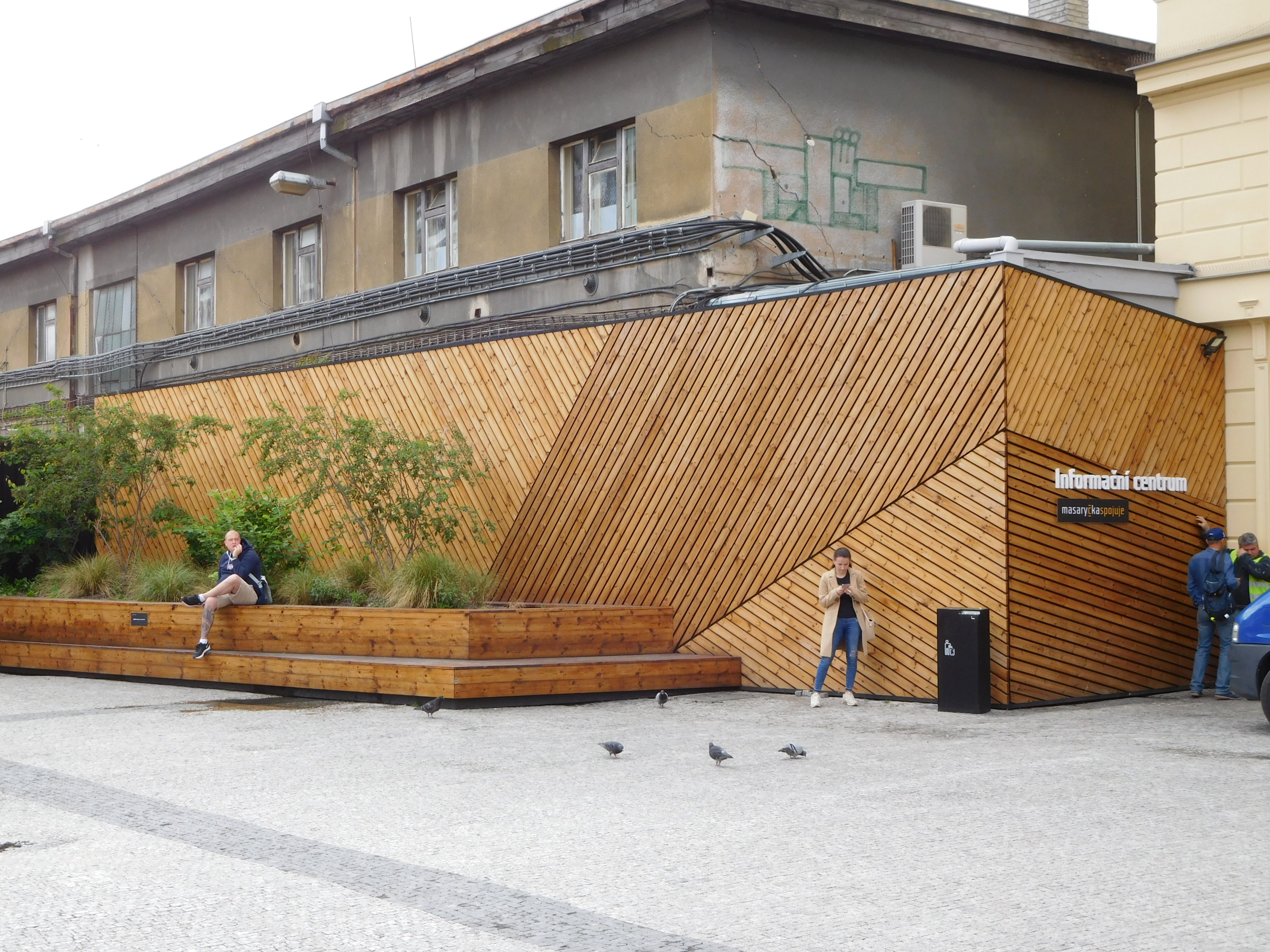
Informační stánek o budoucnosti nádraží a okolního prostoru umístěný před nádražím

V roce 2017 začala rekonstrukce nádražní budovy společností Penta, které byly prodány okolní pozemky. Nádraží bylo na základě smlouvy o rekonstrukci společnosti dlouhodobě pronajato. Proběhla rekonstrukce zastřešení haly, sociálního zařízení, fasády i nebytových prostor. Došlo k vybudování nových pokladen blíže k nástupišti. Autorem konceptu rekonstrukce je architekt Marek Tichý.

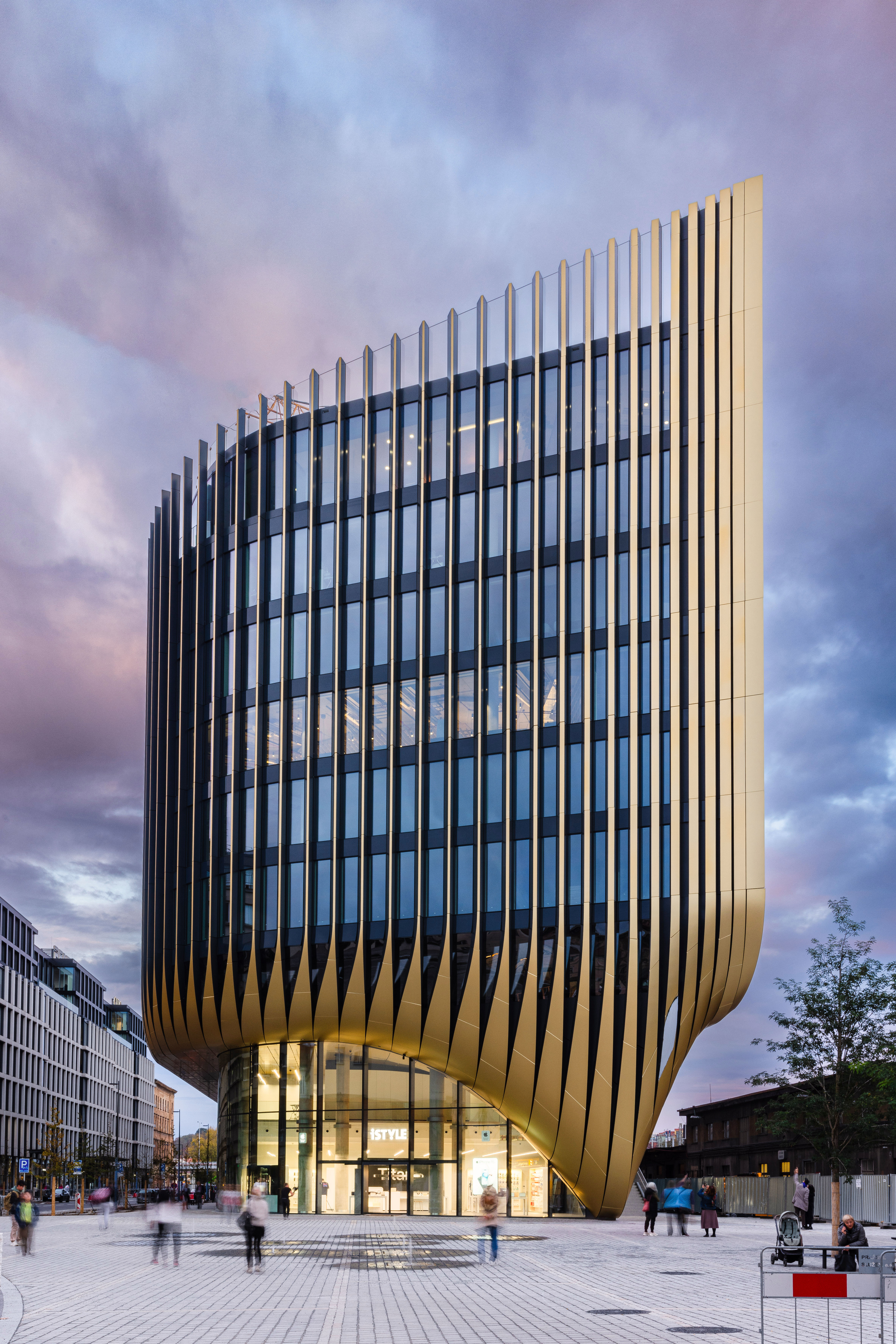
Budova Nové Masaryčky (2023)

V bezprostřední blízkosti nádraží v místech někdejších služebně technických prostor probíhá v několika etapách výstavba moderního administrativně obchodního centra podle projektu společnosti architektky Zahy Hadid, která v letech 2015-2016 osobně dohlížela na koncepční návrh celé oblasti. V roce 2023 byla dokončena budova „Nové Masaryčky“, první z řady stavebních projektů celkové proměny nádraží. Realizace projektu proběhla mezi roky 2020-2023, přičemž došlo ke zpoždění z důvodu jednání s orgány památkové péče.[zdroj?]
V rámci kompletní přestavby nádraží vznikne rovněž nový vestibul pro čekající cestující, a to nad nástupišti. Návrh totiž počítá s částečným zastřešením kolejiště, díky kterému dojde k propojení oblasti Náměstí Republiky a Florence se Žižkovem a zároveň vznikne nové propojení východních konců nástupišť s těmito oblastmi a autobusovým nádražím Florenc s metrem C. Z patra povedou eskalátory, schodiště a výtahy na jednotlivá nástupiště. Před Masarykovým nádražím v místě jednoho z výstupů z metra B vznikne nové náměstí. Projekt budí kontroverze pro porušování předpisů.
Praha Masarykovo nádraží bude rovněž konečnou stanicí připravovaného železničního spojení na Letiště Václava Havla a dále do Kladna.
Denní obrat cestujících v roce 2019 přesáhl 35 tisíc. Ve výhledu se má přiblížit 100 tisícům, po zprovoznění Nového spojení II má význam nádraží opět poklesnout.[zdroj?]
V bývalé výtopně nádraží připravuje Národní technické muzeum železniční expozici.[zdroj?]

## Galerie

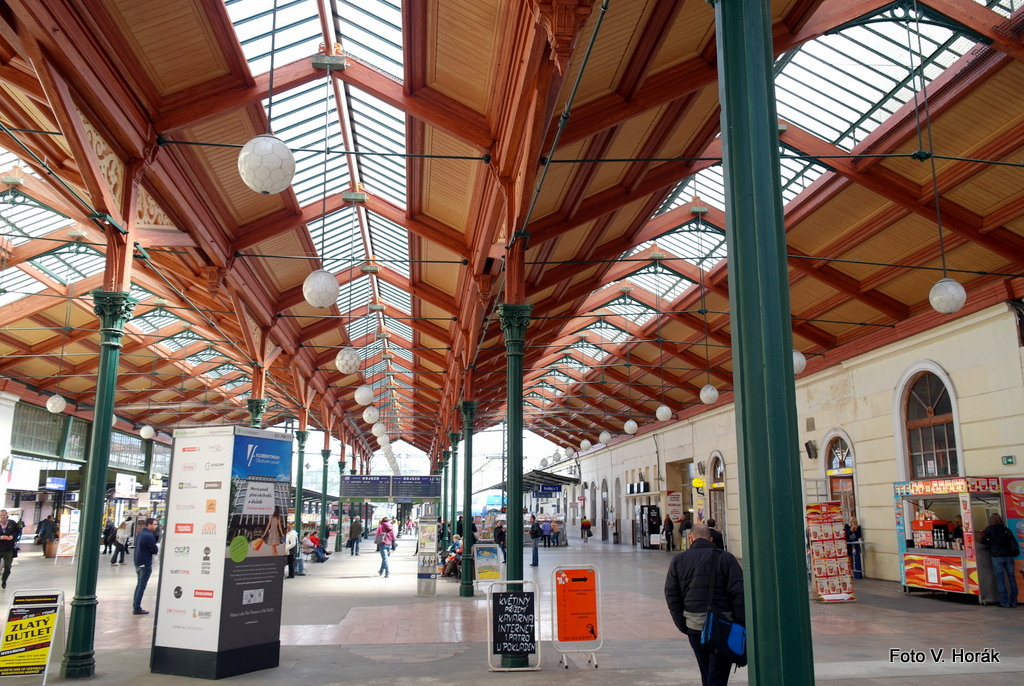
Vestibul nádraží
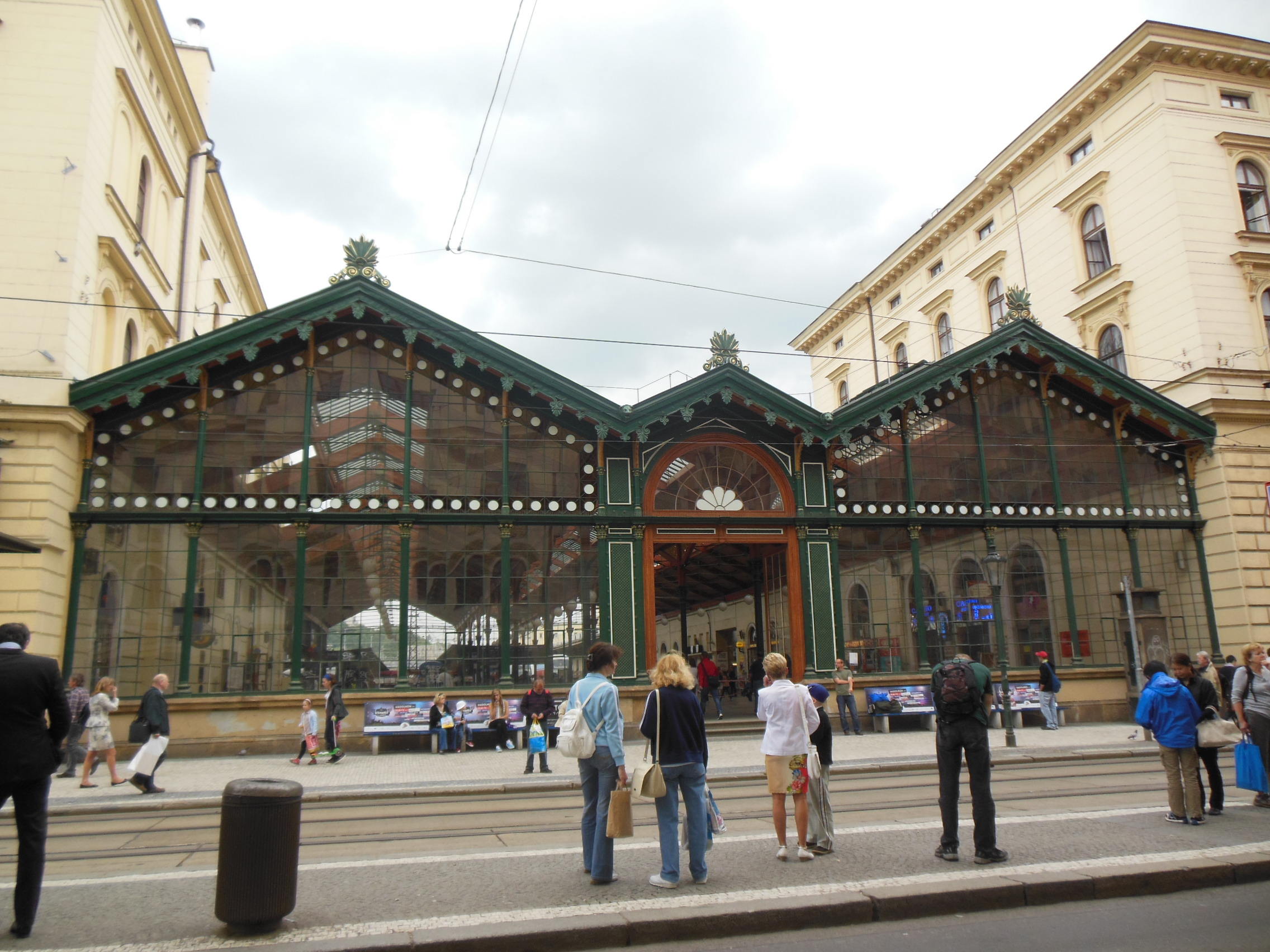
Vánoční výzdoba nádraží
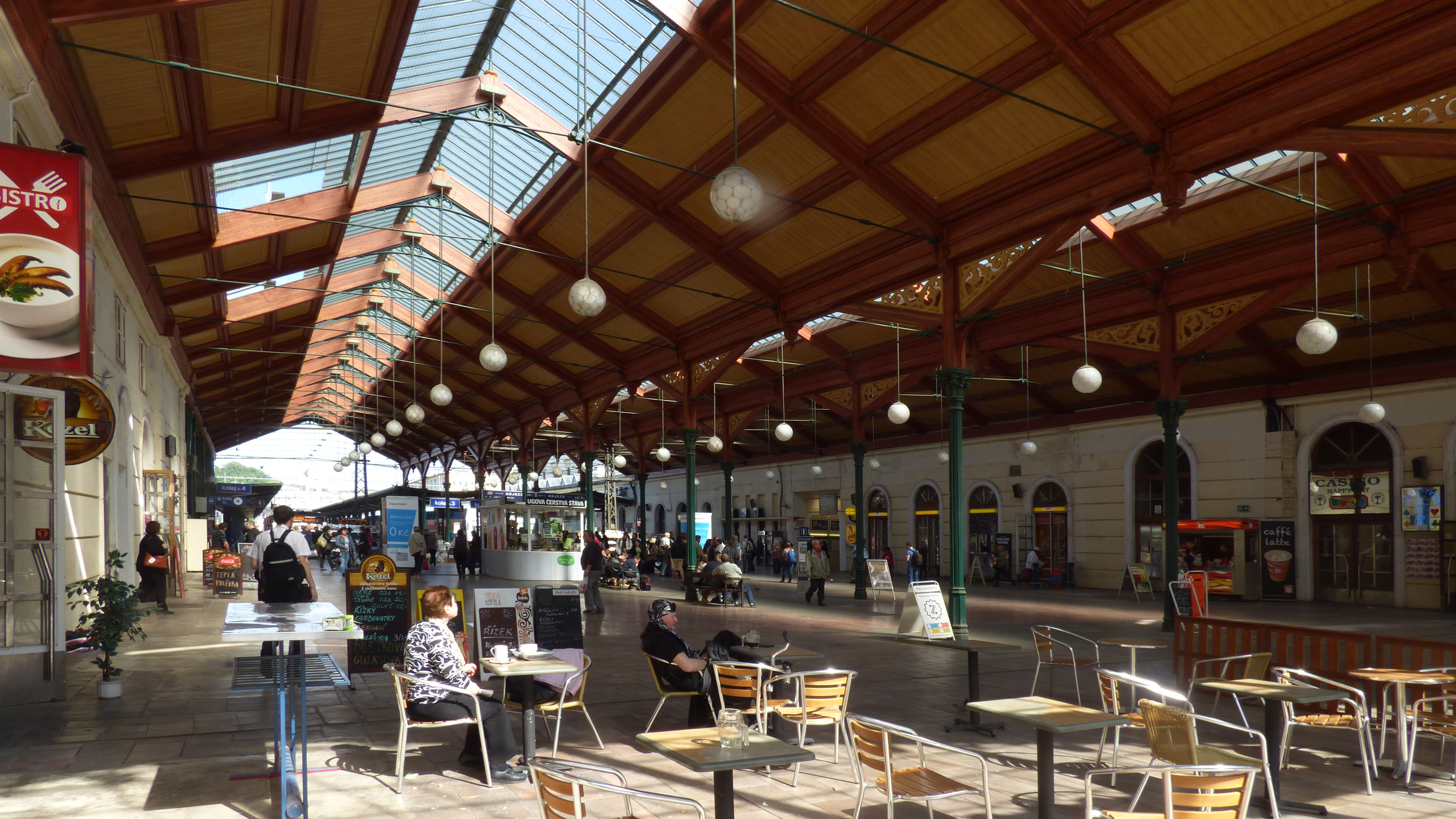
Vestibul nádraží
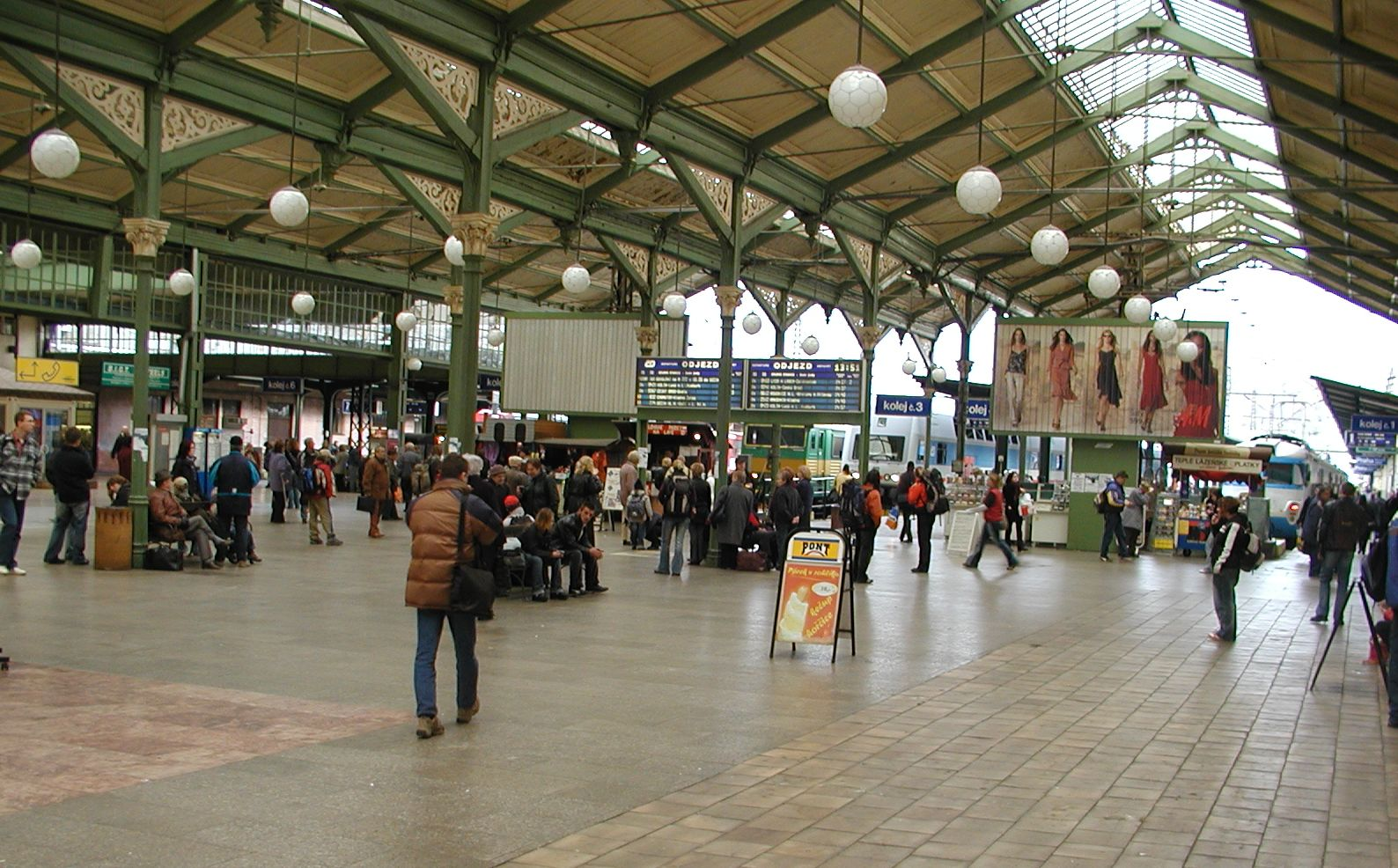
Nádraží před rekonstrukcí
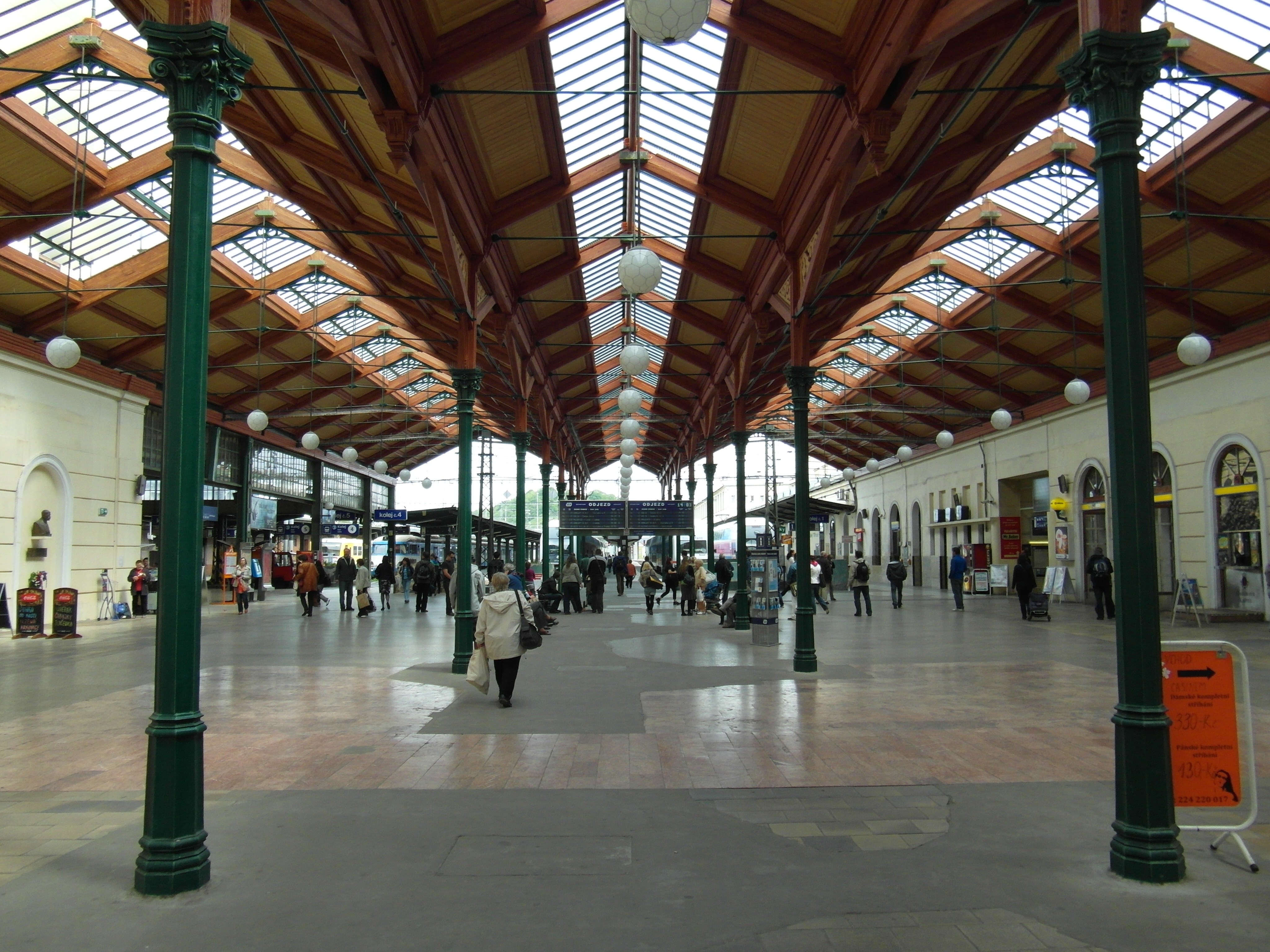
Vestibul nádraží